# ولاد بن طاعلا (ولاد عبد الاه)
ولاد بن طاعلا هو دُوَّار يقع بجماعة بنمنصور، إقليم القنيطرة، جهة الرباط سلا القنيطرة في المملكة المغربية. ينتمي الدوّار لمشيخة ولاد عبد الاه التي تضم 11 دوار. يقدر عدد سكانه بـ 1903 نسمة حسب الإحصاء الرسمي للسكان والسكنى لسنة 2004.

## روابط خارجية
- البوابة الوطنية للجماعات الترابية
- المندوبية السامية للتخطيط